# Penaeus monodon
Il gambero gigante indopacifico (Penaeus monodon Fabricius, 1798)  è un crostaceo decapode marino appartenente alla famiglia Penaeidae. È importante per l'alimentazione umana ed è facilmente reperibile nella grande distribuzione; proviene soprattutto da allevamenti nel sud est asiatico.

## Descrizione
È un gambero di grandi dimensioni, il più grande tra quelli comunemente in commercio: può pesare fino a 130 g e gli esemplari maschili, più piccoli delle femmine, raggiungono i 33 cm.
La colorazione pur mantenendosi piuttosto scura è abbastanza variabile, ma presenta sempre striature verticali chiare, di solito giallastre, e nere (da cui derivano i nomi comuni inglesi giant tiger prawn e black tiger shrimp). Le antenne sono marroni, talvolta tendenti al grigio. Il cibo, il substrato e l'acqua dove l'animale vive sembrano influenzare la colorazione.
Questa specie ha una caratteristica particolare che si nota nel quinto paio di pereiopodi (appendici con funzione locomotoria) che è privo di esopoditi.
Il rostro presenta denti sia nella parte ventrale che in quella dorsale (dove sono fino a 8). Questa caratteristica, insieme al telson appuntito, agli ultimi 4 pereiopodi sviluppati, e all'assenza di una spina post-orbitale, è tipica dei crostacei appartenenti alla famiglia Penaeidae. Dal primo al sesto segmento dell'addome sono presenti le appendici utilizzate durante il nuoto, i pleopodi, la cui colorazione varia dal bluastro al marrone; il settimo, formato da uropodi e telson, serve al gambero per saltare.
L'ecdisi avviene ogni 21 giorni.

## Biologia

### Comportamento
È una specie prevalentemente notturna, che ha l'abitudine di nutrirsi durante la notte e nascondersi nella sabbia durante il giorno.

### Alimentazione
Ha una dieta molto varia, prevalentemente carnivora, composta sia da invertebrati acquatici, tra cui altri crostacei e molluschi, che da alghe.

### Predatori
È spesso preda di Terapon jarbua e Saurida tumbil.

### Riproduzione
Si riproduce durante la notte. La fecondazione è esterna; le spermatofore, che racchiudono lo sperma prodotto dal maschio (prodotte fin da quando raggiunge circa i 35 cm), vengono inserite nel telico della femmina, che può deporre fino a 750 000 uova. Queste ultime si schiudono dopo meno di un giorno. Durante la deposizione, la femmina espelle lo sperma dal telico.
Le larve sono planctoniche e non hanno bisogno di nutrirsi finché non terminano le riserve contenute nel tuorlo.

### Ibridi
In cattività sono nati ibridi con Penaeus esculentus.

## Distribuzione e habitat

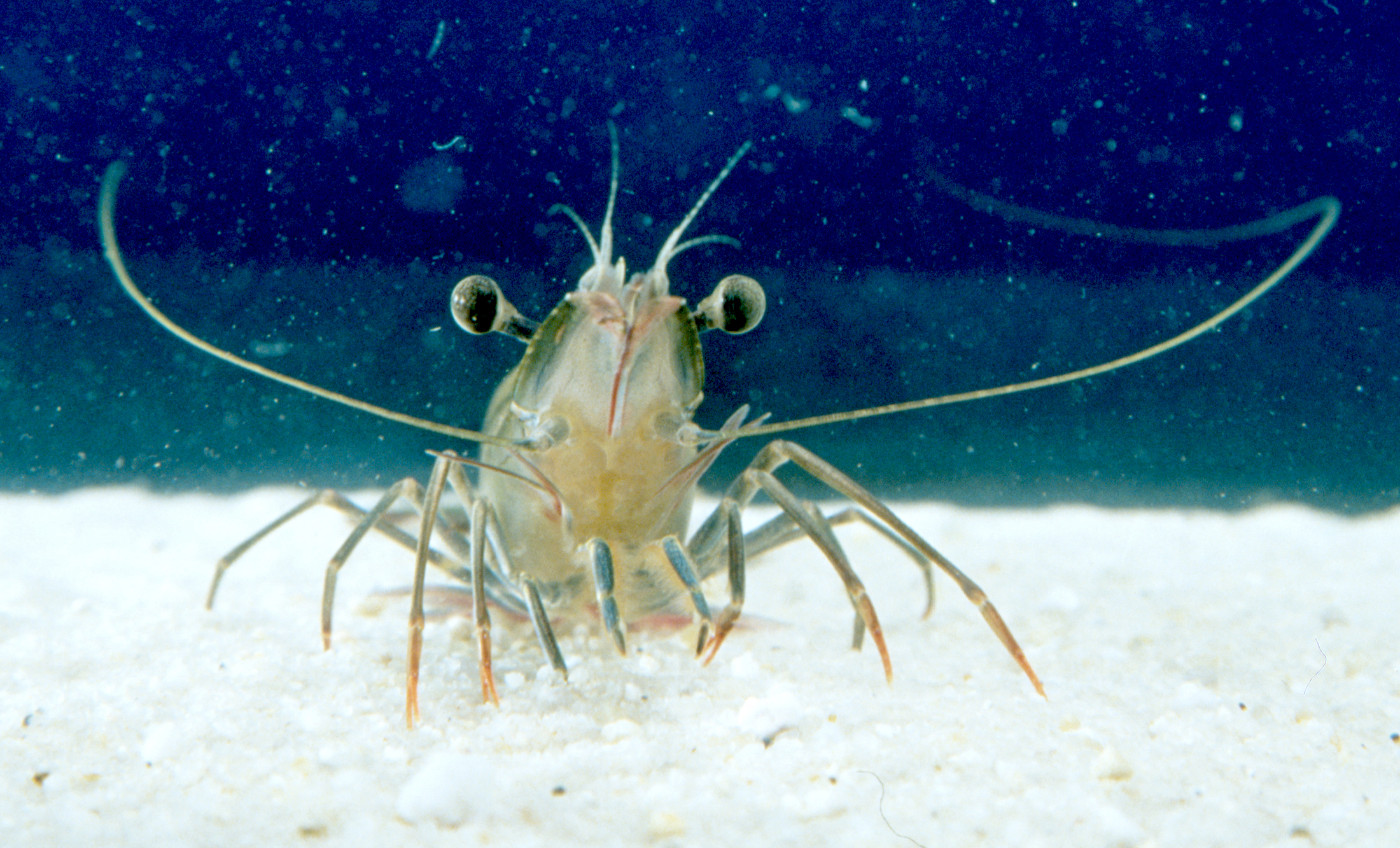
Penaeus monodon

È una specie tipica delle acque tropicali. Vive nelle zone con fondali fangosi dell'oceano Pacifico e dell'oceano Indiano, ma è stato introdotto anche nell'oceano Atlantico, lungo le coste di Brasile, Ecuador, Venezuela, Repubblica Dominicana e anche in Nigeria.  Questa specie potrebbe portare malattie oltre a entrare in competizione con altre specie di gamberi autoctoni.
Inizialmente era diffuso in Mozambico, Sudafrica, Kenya, Madagascar, Tanzania, Somalia, Senegal, Pakistan, Cambogia, Myanmar, Indonesia, Vietnam, India, Taiwan, Bangladesh, Thailandia, Malaysia, Filippine, Réunion, Mauritius, Giappone e Australia.
Gli esemplari adulti sono esclusivamente marini e vivono fino a 110 m di profondità, anche se di solito non superano i 60; gli esemplari giovanili sono più comuni negli estuari dei fiumi.

## Tassonomia
Fu descritto nel 1798 da Johan Christian Fabricius. Nel 1810, Pierre André Latreille lo fece specie tipo del genere Penaeus.

## Interesse commerciale
Il gambero gigante indopacifico è una specie molto importante in Asia, sia per l'acquacoltura che per la pesca. Dalla Thailandia e dall'India esemplari privati della testa, spesso congelati, vengono esportati negli Stati Uniti; in Europa vengono di solito importati gamberi ancora con la testa.

### Allevamento
Penaeus monodon viene allevato con diversi tipi di acquacoltura, quella estensiva, comune in India, Bangladesh, Filippine, Indonesia e Myanmar, quella intensiva, prevalentemente in Thailandia, Malesia e Australia, e quella semi-intensiva.
A partire dal 1970 furono condotti degli studi sulla riproduzione di P. monodon in cattività, anche se nel sud-est asiatico l'allevamento veniva praticato già da tempo. Successivamente, in Taiwan, gli allevamenti di questo gambero aumentarono, ma nel 1987-1988 furono danneggiati da una malattia. Da quel momento la Thailandia divenne il produttore principale di P. monodon.
In alcuni allevamenti è stato sostituito con Penaeus vannamei, dal prezzo più basso e meno sensibile alle malattie.

### Pesca
Viene pescato in grandi quantità in India, Australia e Filippine, mentre è di interesse secondario in Pakistan e nella costa orientale dell'Africa. Viene di solito catturato con reti a strascico.